# Colin O'Donoghue
Colin Arthur Geoffrey O'Donoghue (Drogheda, 26 de janeiro de 1981) é um ator e cantor irlandês de televisão, teatro e cinema.
Graduado na Gaiety School of Acting, o início de sua carreira deu-se principalmente na televisão e no teatro entre Inglaterra e Irlanda. Aos 16 anos, morou durante um mês em Paris, na França, com a finalidade de melhor aprender o idioma francês.
Em 2003, ganhou o prêmio de Best New Talent nos Irish Film and Television Awards (IFTA) pelo seu trabalho no filme para televisão Home for Christmas. Ele contracenou com Anthony Hopkins no filme de suspense de 2011 O Ritual, dirigido por Mikael Håfström. Também participou da terceira temporada da série de televisão The Tudors. É mais conhecido por sua aparição na série Once Upon a Time, na qual atua como Capitão Gancho. 

## Filmografia

### Cinema
| Ano  | Título             | Papel              | Obs.         |
| ---- | ------------------ | ------------------ | ------------ |
| 2003 | Call Girl          | Brendan            | Curta        |
| 2006 | 24/7               | Nick               | Curta        |
| 2009 | The Euthanizer     | Ben                | Curta        |
| 2011 | O Ritual           | Michael Kovak      |              |
| 2012 | Storage 24         | Mark               |              |
| 2015 | The Dust Storm     | Brennan            |              |
| 2017 | Carrie Pilby       | Professor Harrison |              |
| 2018 | What Still Remains | Peter              | Pós Produção |

### Televisão
| Ano       | Título             | Papel                               | Notas                                                  |
| --------- | ------------------ | ----------------------------------- | ------------------------------------------------------ |
| 2001      | Rebel Heart        | Rowe                                | 1 episódio                                             |
| 2002      | Home for Christmas | Norman Quested                      | Filme de Televisão                                     |
| 2004      | Love Is The Drug   | Peter                               | 2 episódios                                            |
| 2005      | Proof              | Jamie                               | 2 episódios                                            |
| 2005      | Fair City          | Emmet Fitzgerald                    | 3 episódios                                            |
| 2006–08   | The Clinic         | Conor Elliott                       | 11 episódios                                           |
| 2009      | The Tudors         | Duque Philip da Bavária             | Episódio "The Undoing of Cromwell"                     |
| 2009      | Wild Decembers     | Jovem guarda                        | Filme de Televisão                                     |
| 2011      | Identity           | John Bloom                          | piloto                                                 |
| 2012–2018 | Once Upon a Time   | Capitão Gancho/Killian Jones/Rogers | Regular (3ª–6ª temporada); Protagonista (7ª temporada) |
| 2020      | The Right Stuff    | Gordon Cooper                       | Protagonista                                           |

### Clipes Musicais
| Ano  | Título    | Papel             | Artista         | Nota        |
| ---- | --------- | ----------------- | --------------- | ----------- |
| 2015 | The Words | Interesse Amoroso | Christina Perri | [ 3 ] [ 4 ] |

### Teatro
| Ano  | Título                       | Papel                | Localidade     |
| ---- | ---------------------------- | -------------------- | -------------- |
| 2002 | Leaving                      | Noel                 | Irlanda        |
| 2005 | The Dream os a Summer Day    | Diversos Personagens | Irlanda        |
| 2006 | Eugene Onegin - The Roadshow | Onegin               | Inglaterra     |
| 2006 | Moonlight Mickeys            | Colin Thornton       | Irlanda        |
| 2006 | Outlying Islands             |                      | Estados Unidos |
| 2007 | Othello                      | Soldado              | Irlanda        |
| 2007 | Sky Road                     | Johnny Conroy        | Irlanda        |
| 2007 | Walking the Road             | Francis              | Canadá         |
| 2008 | The Taming of the Shrew      | Tranio               | Irlanda        |
|      | Aoife and Isobel             |                      | Irlanda        |
|      | Eclipse                      |                      | Inglaterra     |
|      | What the Dead Want           |                      | Irlanda        |

## Prêmios e indicações
| Ano  | Grupo                           | Prêmio                                                | Resultado | Notas              |
| ---- | ------------------------------- | ----------------------------------------------------- | --------- | ------------------ |
| 2003 | Irish Film and Televison Awards | Melhor Novo Talento                                   | Venceu    | Home for Christmas |
| 2014 | People's Choice Awards          | Química Favorita nas Telinhas (com Jennifer Morrison) | Indicado  | Once Upon a Time   |
| 2015 | Teen Choice Awards              | Melhor Beijo na Boca na TV (com Jennifer Morrison)    | Indicado  | Once Upon a Time   |
| 2016 | Teen Choice Awards              | Melhor Beijo na Boca na TV (com Jennifer Morrison)    | Venceu    | Once Upon a Time   |
| 2017 | Teen Choice Awards              | Melhor Beijo na Boca na TV (com Jennifer Morrison)    | Indicado  | Once Upon a Time   |
| 2017 | Teen Choice Awards              | Ladrão de Cena                                        | Indicado  | Once Upon a Time   |

## Vida Pessoal
Colin é casado com Helen, uma professora de escola, desde 2009. O casal está juntos desde que ambos tinham 18 anos e tem dois filhos juntos: Evan e Millie. 